# Rudozem
Rudozem (en bulgare Рудозем) est une ville de Bulgarie méridionale, proche de la frontière grecque. Elle est située dans le massif des Rhodopes, à l'endroit où les rivières d'Elhovo et de Čepino se jettent dans l'Arda. Elle se trouve sur le territoire de l'oblast de Smoljan.
Le nom de la ville est composé du mot bulgare ruda (руда), qui signifie « minerai », et zem (зем), qui signifie « terre, pays ». Il fait allusion aux richesses minérales de la région. L'ancien nom de la ville est Palas. À l'époque ottomane, la ville faisait partie du sandjak d'İskeçe (Xánthi), lui-même intégré au vilayet d'Andrinople (entre 1867 et 1912).